# Cerero

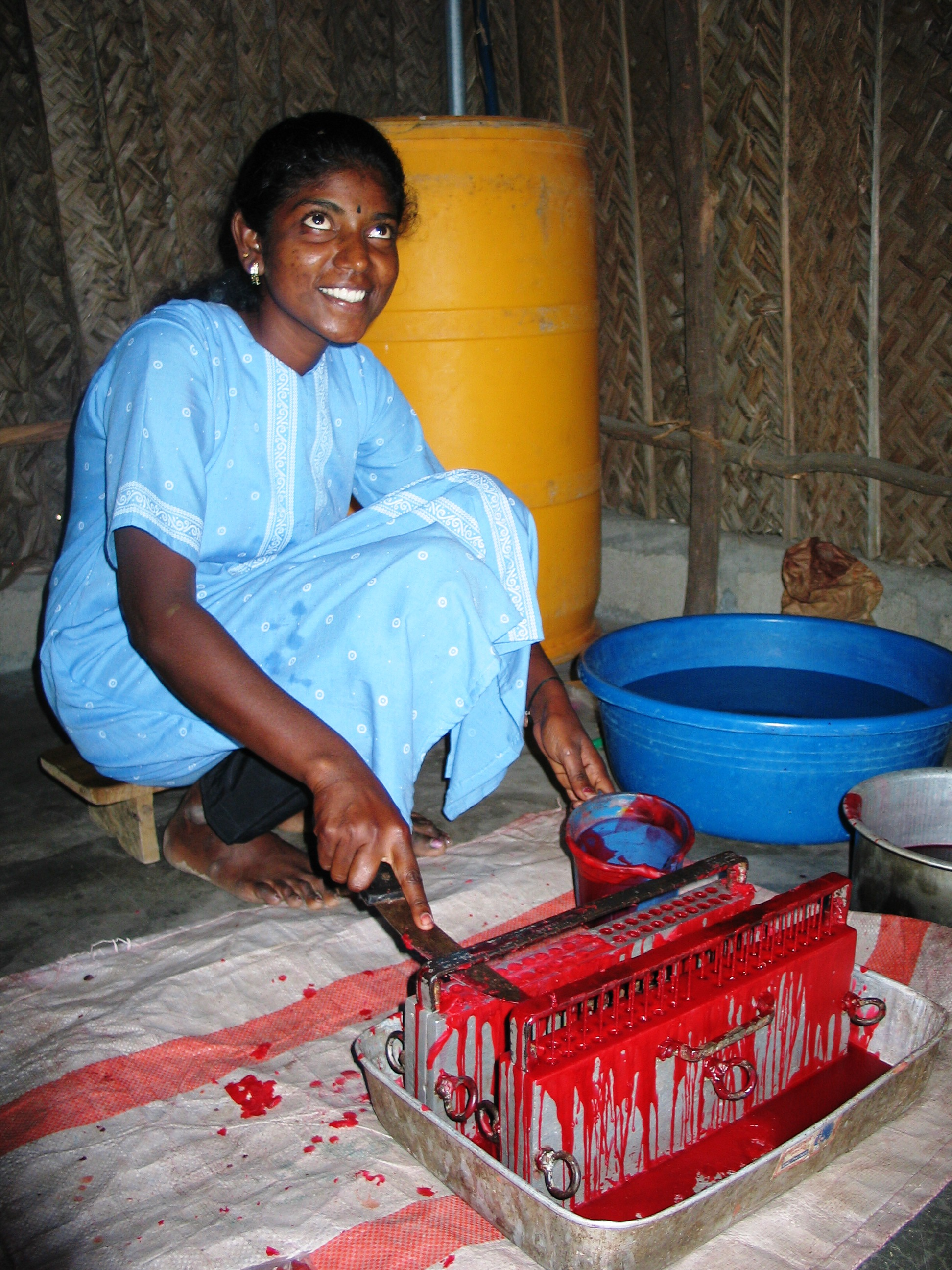
Cerera en Sri Lanka (2005)

Se da el nombre de cerero al que trabaja la cera para fabricar cirios o velas. El cerero prepara la cera, la purifica y la blanquea.
Antiguamente, se distinguían dos tipos de bujías o velas:
- La vela tirada es una velilla que ordinariamente se llevaba encima para alumbrarse al subir o bajar una escalera o para encenderla dentro de una linterna pequeña de faltriquera. Se llamaba tirada porque al fabricarla se devana en un torno de un modo análogo al procedimiento que emplean en las fábricas para tirar los metales en hilo.
- La vela de mesa era de dos clases: vela colada o amoldada y vela a la cuchara. Los cirios se fabrican también con cuchara.

## Fabricación
La vela tirada era en otro tiempo una de las obras más difíciles del cerero a causa de la igualdad perfecta que debe tener la mecha en todo su largo. Cuando hilaban el algodón con la mano, era imposible obtener un hilado igual y era preciso un cuidado continuo para que todos los hilos que debían componer la mecha fuesen juntos de un mismo tamaño y de una misma fuerza. Era necesario para alcanzarlo colocar un hilo gordo al lado de uno delgado, a fin de que la debilidad del uno fuese exactamente reparada por la fuerza del otro. Este trabajo era muy penoso y no siempre salía bien. Cuando se llegó a hilar con regularidad el algodón con máquina desapareció esta dificultad.

### Vela tirada

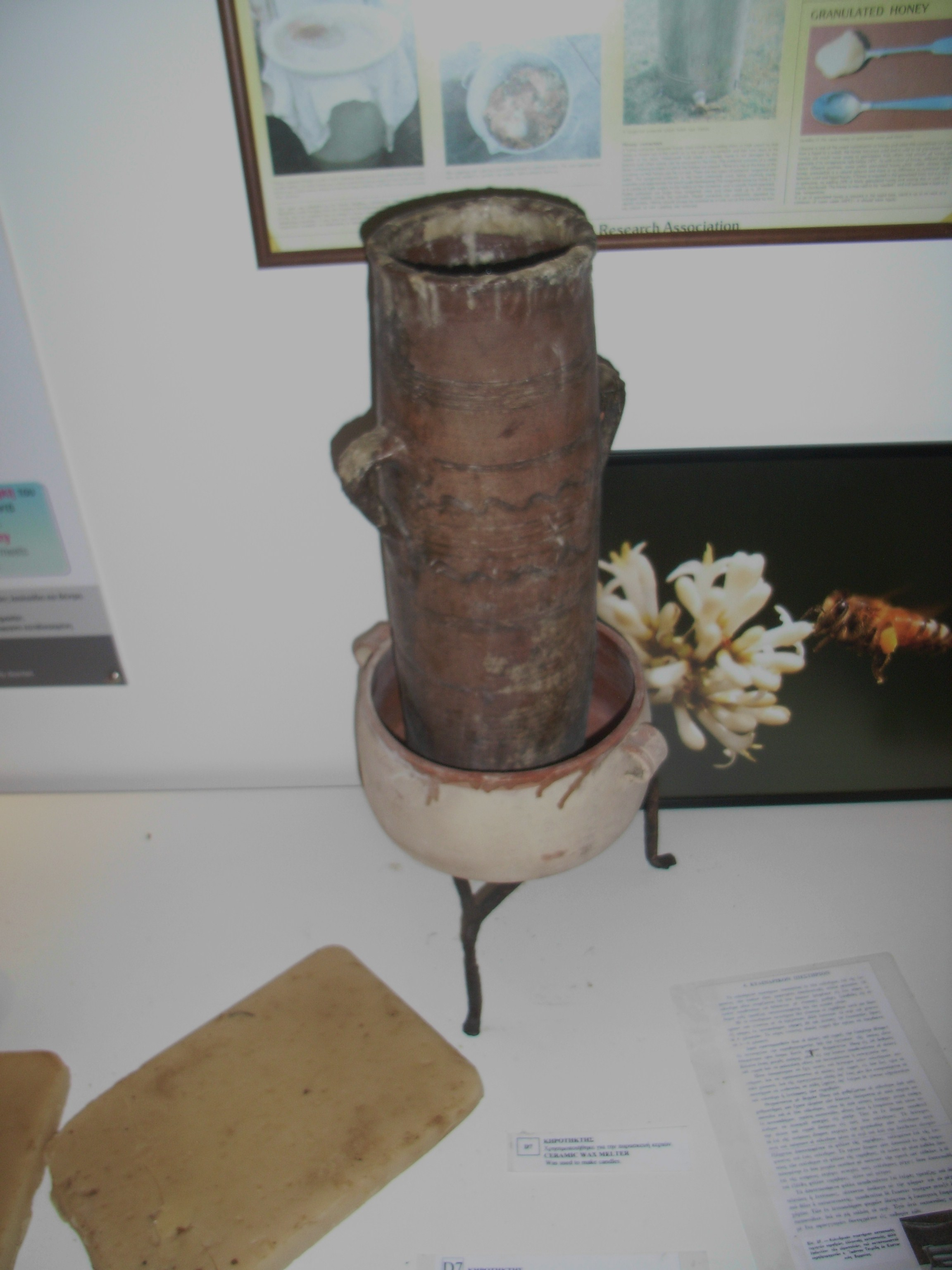
Perol para fundir la cera

Como la vela tirada puede ser de un largo indeterminado, se toman otras tantas madejas como hilos se quiere poner en la mecha; este número de hilos varía según el grueso que se quiere dar a la vela. Se ponen las madejas cada una en su devanadera y se devanan todas juntas en una canilla. Cuando un hilo se rompe se juntan los dos cabos y se hace un nudo de tejedor, que es el que menos abulta.

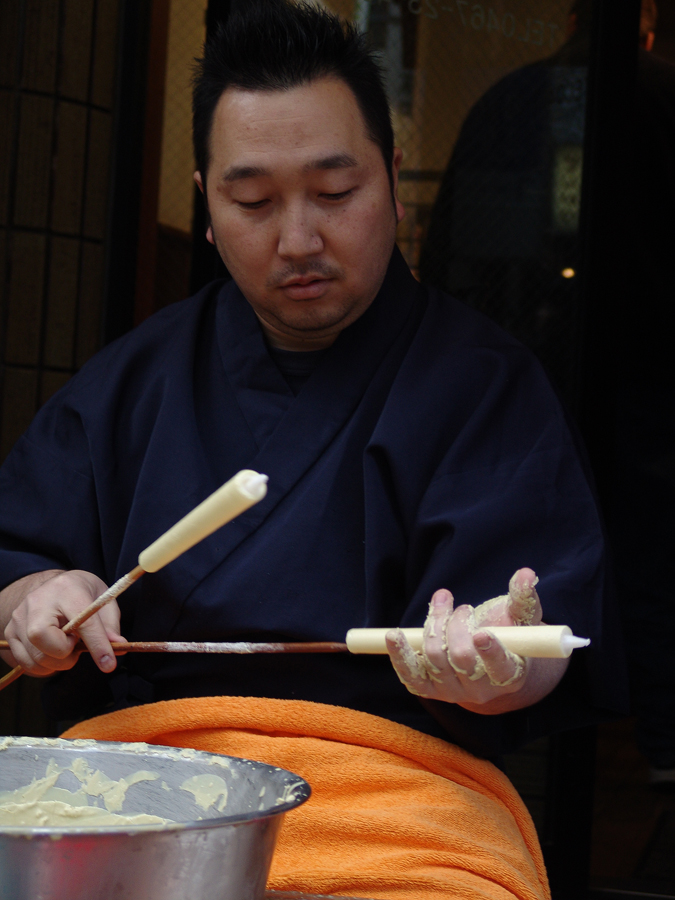
Cerero artesanal

Terminada esta operación, se pasa a la de tirar la bujía. Para esto el cerero se sirve de un instrumento que llama torno y que está compuesto de dos cilindros o tambores montados sobre un pie de madera bastante pesado a fin de que no se mueva durante el trabajo. Cada tambor tiene en su eje una manecilla entre los dos tambores y á igual distancia de ambos, está colocada una mesa grande, que se llama silla, cuyo sobre es un vaso de cobre estañado, en medio del cual está la cera en una cavidad que sirve de caldera. Este vaso se llama perol. Un gancho se coloca en el fondo del perol, por debajo del cual pasa constantemente la mecha a fin de que siempre este metida en la cera y que esta siempre la cubra. El perol se calienta pero no demasiado fuerte que se la haga tomar un tinte rojo. 
Cuando ha transportado toda la mecha sobre el tambor la cambia la hilera al otro pico del perol, pasa la bujía a otro agujero inmediato más grande y vuelve a empezar sobre el tambor, la misma operación que ha hecho sobre el tambor y así sucesivamente hasta que llegue a tener el grandor que se le ha pedido. Toda bujía tirada de cualquiera especie que sea se hace de la misma manera, tanto si la cera es blanca como si es amarilla.
El cerero se sirve de un instrumento que llama cortador o cortamechas para cortar todas las mechas de un largo igual. Es una mesa grande, cuyo sobre está formado de dos piezas de madera que dejan entre ellas una abertura en forma de ranura en la cual entra la espiga de un plato de madera que pueda dar vuelta en toda la extensión de la ranura como la muñeca de un torno. Se fija por medio de un tornillo con orejas colocado debajo de esta mesa. Sobre la pieza móvil se levanta un árbol redondo de hierro y al otro extremo de la muesca hay una pieza fija, sobre la que está sujeta verticalmente una hoja de cuchillo. La distancia que se halla entre el árbol de hierro movible y la hoja de cuchillo fija, determina el largo de las mechas. Se colocan los ovillos de algodón en un cajón o tamiz al lado del corta mechas; se juntan todas las puntas o cabos, se les da vuelta alrededor del tronco de hierro, se llevan hacia el cuchillo y se cortan. Se echa en seguida la mecha cortada a lo largo sobre el lado de la mesa.

### Vela de mesa

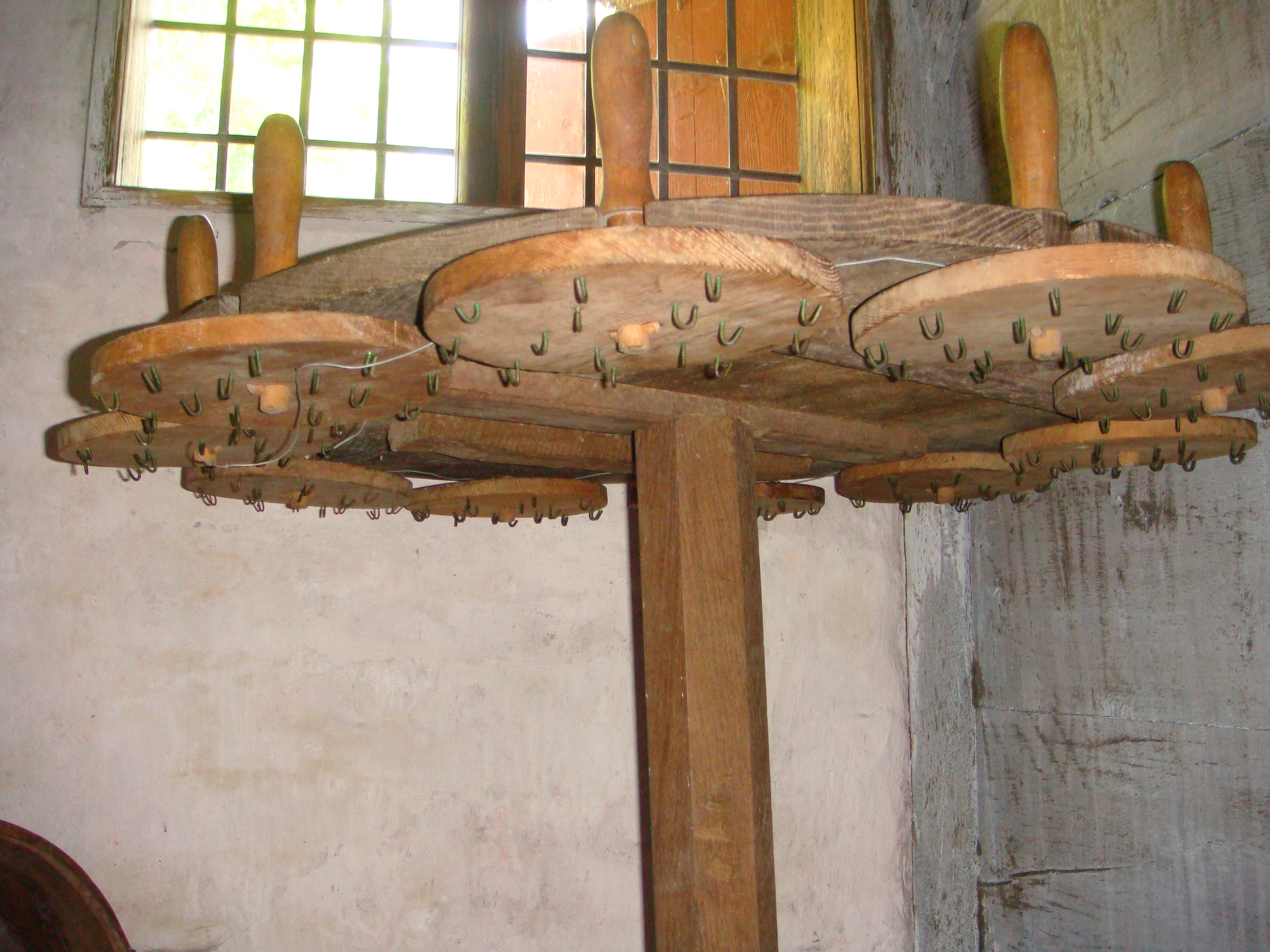
Cercos para suspender las velas

La bujía de mesa se hace con molde o con cuchara, como los cirios. La bujía con molde se hecha en los moldes de vidrio y se fabrica igual que las velas de sebo. Las mechas o torcidas son de algodón un poco torcido, se enceran desde luego con cera blanca a fin de que pueda penetrar dentro el resto de la vela. 
Los instrumentos de que se sirven son: 
- un hornillo de plancha de hierro llamado banasta, en el cual se coloca un braserillo de hierro colado lleno de brasas
- sobre la banasta hay una especie de vaso ancho y profundo bien estañado sobre el cual descansa un borde levantado de hoja de lata que tiene un gollete y una otra muesca para dejar entrar y salir libremente las bujías
- un cerco de madera suspende las bujías a unos ganchitos de hierro colocados a cierta distancia uno de otro. Este cerco está suspendido a una altura conveniente para que las velas o los cirios no toquen la bacía de cobre. Este aparato se llama romana
- una cuchara de una forma particular de la que se sirve el obrero para hacer sus bujías
- una plancha de hierro con muchos agujeros que se coloca sobre el braserillo que está debajo de la bacía, a fin de moderar por este medio la acción del calor

Estando así todo dispuesto, el obrero engancha las mechas, después de haber colocado debajo de cada una un herrete; es un cajoncito de hoja de lata, en el cual se introduce la cabeza de una mecha de bujía para impedirla que tome cera lo que sería muy difícil para encenderla. Se llama herrete, porque en efecto parece el herrete de un cordón. Entonces con una cuchara de hierro llena de cera derretida que saca de la bacía hecha con suavidad esta cera sobre las mechas, un poco por debajo de su extremidad superior y las engancha a la una después de la otra de suerte que la cera corriendo de arriba abajo sobre las mechas, llegan a cubrirse enteramente; y la cera restante cae dentro la bacía bajo la cual está el braserillo para tener la cera en fusión o para impedir que se cuaje.
El obrero rocía así las mechas hasta que las velas o cirios tengan el diámetro que se les quiere dar. La primera vez no hace más que mojar las mechas, la segunda comienza a cubrirlas y las otras dan la forma y el grueso. 
Las velas y los cirios se colocan mientras están calientes en una cama o bajo de unas mantas para mantenerlas blandas: se sacan la una después de la otra para pasarlas a fin de hacerlas redondas sobre una mesa grande con un pulidor semejante al que se ve y la manipulación es la misma que para pulir las cañas o bastoncillos de lacre. Después que se han rodado y pulido las velas cortan por abajo para quitar el herrete en forma de cabeza con un cuchillo de madera, se cuelgan en fin a unos cercos o aros de madera para que se sequen y se pongan duras.